# Liste der denkmalgeschützten Objekte in Wildendürnbach
Die Liste der denkmalgeschützten Objekte in Wildendürnbach enthält die 9 denkmalgeschützten, unbeweglichen Objekte der niederösterreichischen Gemeinde Wildendürnbach im Bezirk Mistelbach.

## Denkmäler
| Foto |                 | Denkmal                                                                           | Standort                                                 | Beschreibung | Metadaten |
| ---- | --------------- | --------------------------------------------------------------------------------- | -------------------------------------------------------- | --- | --- |
| ja   | Datei hochladen | Figurenbildstock hl. Johannes Nepomuk HERIS-ID: 27244 Objekt-ID: 23761            | Alt-Prerau 1a (Wohnhaus), südlich Standort KG: Altprerau | Der Johannes-Nepomuk-Bildstock ist mit J.(ohann) Thenny 1731 bezeichnet und von einer Steinbalustrade umgeben.                         | BDA-Hist.: Q37909321 Status: Bescheid Stand der BDA-Liste: 2025-06-30 Name: Figurenbildstock hl. Johannes Nepomuk GstNr.: 69/7 Hl. Nepomuk (Alt-Prerau)                        |
| ja   | Datei hochladen | Schüttkasten mit Kapelle des Gutshofes Mitterhof HERIS-ID: 27144 Objekt-ID: 23659 | Mitterhof 1, bei Standort KG: Mitterhof                  | An den barocken Schüttkasten schließt eine im 17. Jahrhundert erbaute und vermutlich im 18. Jahrhundert veränderte barocke Kapelle an. | BDA-Hist.: Q1480688 Status: Bescheid Stand der BDA-Liste: 2025-06-30 Name: Schüttkasten mit Kapelle des Gutshofes Mitterhof GstNr.: 1, 2 Mitterhof (Gutshof) in Wildendürnbach |
| ja   | Datei hochladen | Kath. Filialkirche Mariahilf HERIS-ID: 27223 Objekt-ID: 23739                     | Neuruppersdorf 76, gegenüber Standort KG: Neuruppersdorf | Die neugotische Kirche wurde von 1903 bis 1904 erbaut.                                                                                 | BDA-Hist.: Q1412930 Status: § 2a Stand der BDA-Liste: 2025-06-30 Name: Kath. Filialkirche Mariahilf GstNr.: 34 Filialkirche Neuruppersdorf                                     |
| ja   | Datei hochladen | Kath. Pfarrkirche hl. Florian HERIS-ID: 27229 Objekt-ID: 23745                    | Pottenhofen 119a Standort KG: Pottenhofen                | Die neugotische Kirche mit einem Fassadenturm wurde ab 1859/60 errichtet und 1861 geweiht.                                             | BDA-Hist.: Q2082889 Status: § 2a Stand der BDA-Liste: 2025-06-30 Name: Kath. Pfarrkirche hl. Florian GstNr.: 1 Pfarrkirche Pottenhofen                                         |
| ja   | Datei hochladen | Ehem. Volksschule HERIS-ID: 27228 Objekt-ID: 23744                                | Pottenhofen 123 Standort KG: Pottenhofen                 | Die Volksschule wurde Ende des 19. Jahrhunderts errichtet.                                                                             | BDA-Hist.: Q37909222 Status: Bescheid Stand der BDA-Liste: 2025-06-30 Name: Ehem. Volksschule GstNr.: 38 Volksschule (Pottenhofen)                                             |
| ja   | Datei hochladen | Bauernhaus/Zwerchhof HERIS-ID: 113709seit 2025                                    | Wildendürnbach 37 Standort KG: Wildendürnbach            | | BDA-Hist.: Q135167685 Status: Bescheid Stand der BDA-Liste: 2025-06-30 Name: Bauernhaus/ Zwerchhof GstNr.: 109                                                                 |
| ja   | Datei hochladen | Doppelhakenhof samt Scheunen HERIS-ID: 256848seit 2025                            | Wildendürnbach 38 Standort KG: Wildendürnbach            | | BDA-Hist.: Q135167730 Status: Bescheid Stand der BDA-Liste: 2025-06-30 Name: Doppelhakenhof samt Scheunen GstNr.: 111, 112                                                     |
| ja   | Datei hochladen | Mariensäule Maria Immaculata HERIS-ID: 27147 Objekt-ID: 23662                     | vor Wildendürnbach 117 Standort KG: Wildendürnbach       | Eine kolorierte Immaculata-Steinfigur auf einer Säule, deren Sockel mit der Jahreszahl 1863 bezeichnet ist.                            | BDA-Hist.: Q37908348 Status: § 2a Stand der BDA-Liste: 2025-06-30 Name: Mariensäule Maria Immaculata GstNr.: 74/1 Maria column in Wildendürnbach                               |
| ja   | Datei hochladen | Pfarrhof HERIS-ID: 27216 Objekt-ID: 23732                                         | Wildendürnbach 161 Standort KG: Wildendürnbach           | Der Pfarrhof von Wildendürnbach ist ein Gassenfronthaus mit schlichtem Putzdekor aus der Zeit um 1900.                                 | BDA-Hist.: Q37909175 Status: § 2a Stand der BDA-Liste: 2025-06-30 Name: Pfarrhof GstNr.: 32 Pfarrhof (Wildendürnbach)                                                          |